# Der Bekannte Post Industrielle Trompeter
Der Bekannte Post Industrielle Trompeter (lett. "Il ben noto trombettista post-industriale"), spesso abbreviato in D.B.P.I.T., pseudonimo di Flavio Rivabella, noto anche come Er Medicus (...), è un musicista e poeta italiano di genere industrial-ambient. Dal 2008 lavora in stretta collaborazione con XxeNa (Arianna Degni Lombardo), con la quale opera sotto i nomi di DPBIT & XxeNa e Noise Cluster.

## Biografia
Inizia la propria attività negli anni novanta, esibendosi inizialmente come poeta demenziale, unitamente al gruppo dei "poeti disgustisti". Successivamente si esibisce come trombettista e performer in numerosi teatri dell'underground romano. Dal 1994 al 2007 entra nella formazione del gruppo rock demenziale The Sentinels. Fa inoltre parte del gruppo teatrale umoristico C.T.O. e, nel 2001, collabora alle registrazioni dell'album Roma, Wien dei Mushroom's Patience, gruppo con cui suona fino al 2007..
Nel 2000 dà vita al progetto D.B.P.I.T. che, già a partire dal nome, preso da una rivista tedesca, fa riferimento alle due sue caratteristiche sonore principali: l'uso massiccio della tromba e l'adozione di melodie post-industriali.
Il suo disco d'esordio, Eleven del 2002, vede la collaborazione di numerosi artisti, tra i quali il chitarrista italo-britannico Richard Benson che accompagna Flavio Rivabella alla chitarra nel brano Kradumarrich (Frail). A questo seguono vari lavori sia solisti sia d'accompagnamento di musicisti come Nový Svět, Spectre, Circus Joy, Macelleria Mobile di Mezzanotte, Lendormin e altri. D.B.P.I.T. collabora infatti spesso con altri musicisti, in particolare con Kenji Siratori, con cui registra alcuni album, e Maurizio Bianchi, con cui registra l'album Isometrie Sonore, pubblicato nel 2013 in formato LP dalle etichette discografiche Arte Nel Rumore e GattoAlieno.
Nel 2005-2007 collabora con il combo Marat Sade, con il quale pubblica due album, La raffinatezza del libertinaggio e Sperma & Catene, per la Butcher's House Productions. Altra collaborazione è del 2007, con il musicista Marcello Fraioli, cantante degli Ain Soph, con il quale dà vita agli Space Alliance.
A partire dal 2008 entra in contatto con Arianna Degni Lombardo, in arte XxeNa, musicista e artista visuale, con cui stringe un duraturo sodalizio artistico che li porta a pubblicare numerosi supporti fonografici e suonare dal vivo sotto il nome di D.B.P.I.T. & XxeNa. A partire da quella data, infatti, il binomio diviene inscindibile. Nel 2014 i due vengono brevemente coinvolti da Alessandro Papa della End Of Kali Yuga Editions nel progetto New Processean Order, che mette assieme numerosi artisti di ambito industrial quali ad esempio Kirlian Camera, Teatro Satanico, Davide Tozzoli in arte N. e altri.
Nel 2017 nasce Noise Cluster, progetto industrial-noise con Arianna Degni Lombardo.

## Discografia

### Solista

#### Album di studio
- 2002 - Eleven (Misty Circles)
- 2004 - The Outstanding Story of Mr. Mallory (Sweet Farewell)
- 2004 - TrompoZmo (Butcher's House Prod./Dischi Gatto Alieno)
- 2005 - S.u.t.u.b. (Misty Circles/Dischi Gatto Alieno)
- 2007 - AXxシ-Nn (Hypermodern) con The $pace Vampires e Kenji Siratori
- 2007 - Mandala (Deserted Factory) con Kenji Siratori
- 2007 - Journey to the Centre of Noise (Deserted Factory)
- 2008 - Cosmic Playground (Hypermodern) con Kenji Siratori
- 2010 - Defenestration (Triadic Records) con Ur
- 2020 - isolaCtion (Spettro Records)
- 2020 - Alien RemiXes (Spettro Records)

#### Album dal vivo
- 2008 - Live At Ex-Mental Hospital S. Maria Della Pietà - Roma 1/8/2008 (CX Records) con Mike Cooper, Eugenio Sanna e Cris X

#### EP
- 2007 - Nudi a metà (Final Muzik) con Macelleria Mobile di Mezzanotte
- 2010 - Outer Larvas (Spettro Records) con Kenji Siratori

#### Singoli
- 2004 - Si Re Si Mi (Musica di un certo livello)
- 2005 - Freak Nerve Cell From Outer Space (Chondritic Sound)
- 2005 - Stille Nacht/Dark King (White Rabbit Records) split con Feine Trinkers Bei Pinkels Daheim
- 2006 - Golden Single 002# (PREcordings) con OvO
- 2006 - Toads And Bugs (White Rabbit Records) split con Feine Trinkers Bei Pinkels Daheim
- 2007 - Nudi a metà (FinalMuzik) con Macelleria Mobile Di Mezzanotte

#### Collaborazioni
- C.T.O. Le allegre canzonette dei C.T.O.
- 2002 - Mushroom's Patience Eaten Alive (Hau Ruck!)
- 2005 - Marat Sade La raffinatezza del libertinaggio (Butcher's House Prod.)
- 2007 - Marat Sade Sperma & Catene (Butcher's House Prod.)
- 2007 - Space Alliance Vol. 2 (Old Europa Café)
- 2014 - New Processean Order Hymns To The Great Gods Of The Universe (En Of Kali Yuga Etitions)

#### Partecipazioni
- 2007 - AA.VV. Circolo Della Vela Vol. 5 - 2006 (Dischi Del Circolo), con il brano Scienze Discovery #5 con The Growing Crystal Lab

### Con DBPIT & XxeNa

#### Album in studio
- 2008 - Alien Symbiosis (Deserted Factory)
- 2009 - Drawings at an Exhibition (Final Muzik/GattoAliano)
- 2010 - Zur Farbenlehre (Gatti Rossi Che Cadon)
- 2010 - Bardoseneticcube/DBPIT/XXENA/Pusio (Deserted Factory) con Bardoseneticcube e Pusio
- 2012 - Offline (Mrtvaja)
- 2013 - Isometrie Sonore (Gatto Alieno/Arte Nel Rumore) con Maurizio Bianchi e Massimo Croce
- 2013 - IHSV (Industrial Culture)
- 2013 - Alien Wedding (Ozky E-sound) con Massimo Croce, Spectre, Paolo Taballione, Monodrone e Fob
- 2015 - Lympha Obscura - Ghosts From The Voynich Manuscript (Naked Lunch Records) con Daniele Pinti
- 2015 - Dark Lights (Dhatura Records) con Fabio Magnasciutti, Ullapul
- 2015 - White Stories of Black Whales (Dischi Gatto Alieno)

#### EP
- 2011 - 4 Way Split (Cubiculo Noise Recording) split con Igor Amokian, Playing With Nuns e Vziel Projet
- 2012 - The Return Of Mr. Mallory (Misty Circles/Ozky E-Sound/Dischi Gatto Alieno)

### Con Noise Cluster

#### Album in studio
- 2017 - Planet of the Dolls (Luce Sia)
- 2020 - Let the Universe Fall (Luce Sia) con Lyke Wake
- 2022 - Extreme Sleepwalking (Grubenwehr Freiburg) con Stigmate
- 2022 - Medusa, Who Else? (Dischi Gatto Alieno)
- 2024 - To the Moon and Back (Grubenwehr Freiburg) come con Cristiano Bocci

#### EP
- 2019 - Live in Roma

## Videografia

### Con Noise Cluster
- 2016 - Icy Drones (Dischi Gatto Alieno) con Artico Culto